# Ballymahon
Ballymahon (iriska: Baile Uí Mhatháin) är ett mindre samhälle i den södra delen av grevskapet Longford i Republiken Irland. Ballymahon hade 827 invånare 2002.
Ballymahon är känt för att vara platsen där Mary Flynn bodde, författaren bakom den välkända barnboken Cornelius Rabbit of Tang. Samhället var även hem för 1800-talspoeten John Keegan Casey. Författaren Oliver Goldsmith föddes i en intilliggande by kallad Pallas.
Samhället ligger på vägen N55, en stor väg från Athlone, cirka 12 kilometer söderut, mot Belfast och Nordirland. Huvudorten i grevskapet Longford ligger cirka 15 kilometer nordväst. Floden Inny, ett biflöde till Shannonfloden, flyter västerut genom Ballymahon mot Lough Ree.